# Mandalay Resort Group
Mandalay Resort Group, tidigare Circus Circus Enterprises, var ett amerikanskt företag inom gästgiveri och hasardspel. De hade verksamheter i USA, främst i delstaten Nevada.
Företaget hade sitt huvudkontor i kasinot Mandalay Bay i Paradise i Nevada.

## Historik
Företaget grundades 1974 som Circus Circus Enterprises när William G. Bennett och William Pennington köpte det förlusttyngda kasinot Circus Circus Las Vegas från Jay Sarno. År 1983 blev företaget ett publikt aktiebolag och aktierna började handlas på New York Stock Exchange (NYSE). År 1995 köpte företaget konkurrenten Gold Strike Resorts för 430 miljoner amerikanska dollar varav 165 miljoner var till för att beta av Gold Strike Resorts skulder. År 1999 uppfördes kasinot Mandalay Bay och företaget antog ett nytt namn i Mandalay Resort Group. Den 26 april 2005 blev Mandalay Resort fusionerad med konkurrenten MGM Mirage för 7,9 miljarder dollar.

## Tillgångar

### Ägda
Källa: 
De tillgångar som Mandalay Resort hade under ägo när MGM köpte företaget år 2005.
|  | Namn                                | Ort                         | Invigd | Antal hotellrum | Spelyta (m2) |
|  | ----------------------------------- | --------------------------- | ------ | --------------- | ------------ |
|  | Circus Circus Las Vegas             | Winchester, Nevada          | 1968   | 3 744           | 10 126       |
|  | Circus Circus Reno                  | Reno, Nevada                | 1978   | 1 572           | 5 574        |
|  | Colorado Belle                      | Laughlin, Nevada            | 1980   | 1 226           | 5 946        |
|  | Edgewater Hotel and Casino          | Laughlin, Nevada            | 1981   | 1 450           | 4 088        |
|  | Excalibur Hotel and Casino          | Paradise, Nevada            | 1990   | 4 002           | 10 219       |
|  | Gold Strike Casino and Resort       | Tunica Resorts, Mississippi | 1994   | 1 159           | 4 459        |
|  | Gold Strike Hotel and Gambling Hall | Jean, Nevada                | 1987   | 811             | 3 437        |
|  | Grand Victoria Casino Elgin         | Elgin, Illinois             | 1994   | —               | 3 345        |
|  | Luxor Las Vegas                     | Paradise, Nevada            | 1993   | 4 408           | 11 148       |
|  | Mandalay Bay                        | Paradise, Nevada            | 1999   | 3 643           | 12 542       |
|  | Monte Carlo Resort and Casino (50%) | Paradise, Nevada            | 1996   | 3 002           | 8 361        |
|  | Motor City Casino (53,5%)           | Detroit, Michigan           | 1999   | —               | 6 968        |
|  | Nevada Landing Hotel and Casino     | Jean, Nevada                | 1989   | 303             | 3 345        |
|  | Railroad Pass Hotel & Casino        | Henderson, Nevada           | 1931   | 120             | 1 951        |
|  | Silver Legacy Resort & Casino (50%) | Reno, Nevada                | 1995   | 1 711           | 7 897        |
|  | Slots-A-Fun Casino                  | Winchester, Nevada          | 1971   | —               | 1 551        |
|  | Thehotel at Mandalay Bay            | Paradise, Nevada            | 2004   | 1 117           | —            |
|  |                                     |                             |        | 28 268          | 100 958      |

### Tidigare
De tillgångar som Mandalay Resort har ägt innan MGM köpte företaget år 2005.
|  | Namn               | Ort                | Ägdes     | Antal hotellrum | Spelyta (m2) |
|  | ------------------ | ------------------ | --------- | --------------- | ------------ |
|  | Hacienda           | Paradise, Nevada   | 1995–1996 | 1 980           | ?            |
|  | Silver City Casino | Winchester, Nevada | 1974–1997 | —               | 1 858        |